# Stenus nitidiusculus
Stenus nitidiusculus – gatunek chrząszcza z rodziny kusakowatych i podrodziny myśliczków (Steninae).
Gatunek ten został opisany w 1833 roku przez Jamesa Francisa Stephensa.
Chrząszcz o biało owłosionym, smukłym ciele długości od 4 do 5 mm. Czułki są jasne z wyjątkiem 1–2 członów nasadowych. Przedplecze jest co najwyżej trochę dłuższe niż szersze, pozbawione jest podłużnej bruzdy środkowej. Pokrywy są mniej niż półtora raza dłuższe od przedplecza, rozszerzone ku tyłowi, na powierzchni wgniecione. Odległości między punktami na pokrywach równe są ich średnicy. Początkowe tergity odwłoka pozbawione są listewki w częściach nasadowych. Odnóża są ubarwione żółtoobrunatnie. Krótkie i szerokie tylne stopy są co najwyżej trochę dłuższe od połowy goleni. Czwarty człon stóp jest wycięty sercowato, a trzeci słabo i zatokowato.
Owad palearktyczny, rozprzestrzeniony od Anglii, Szwecji i Finlandii na północy po Pireneje i północne Włochy na południu. Występuje od nizin po strefę subalpejską. W Polsce bardzo rzadki i prawdopodobnie przez ten kraj przebiega jego wschodnia granica zasięgu. Zasiedla pobrzeża zimnych wód, jak źródliska i strumienie, gdzie przebywa wśród mchów, traw i opadłych liści.